# Mohamed Ali Camara
Mohamed Ali Camara (ur. 28 sierpnia 1997 w Kérouane) – gwinejski piłkarz występujący na pozycji obrońcy w szwajcarskim klubie BSC Young Boys oraz w reprezentacji Gwinei.

## Kariera klubowa

### Hapoel Ra’ananna
14 lipca 2017 roku Camara podpisał pięcioletni kontrakt z klubem Hapoel Ra’ananna. Zadebiutował 19 sierpnia 2017 w meczu Ligat ha’Al przeciwko Hapoelowi Ironi Kirjat Szemona (0:0). Pierwszą bramkę zdobył 26 sierpnia 2017 w meczu ligowym przeciwko Bene Sachnin (2:1).

### BSC Young Boys
6 lipca 2018 roku przeszedł do drużyny BSC Young Boys, z którą podpisał kontrakt ważny do 2022 roku. Zadebiutował 18 sierpnia 2018 w meczu Pucharu Szwajcarii przeciwko FC Biel-Bienne (2:3). 25 sierpnia 2018 zadebiutował w Swiss Super League w meczu przeciwko Neuchâtel Xamax (5:2). Pierwszą bramkę zdobył 15 września 2018 w meczu Pucharu Szwajcarii przeciwko FC Schaffhausen (2:3). 19 września 2018 zadebiutował w fazie grupowej Ligi Mistrzów UEFA w meczu przeciwko Manchesterowi United (0:3). 23 września 2018 zdobył pierwszą bramkę w lidze w meczu przeciwko FC Basel (7:1). W sezonie 2018/19 jego zespół zajął pierwsze miejsce w tabeli zdobywając mistrzostwo Szwajcarii. W następnym sezonie jego drużyna powtórzyła sukces broniąc tytuł mistrzowski. 30 sierpnia 2020 roku Camara wystąpił w finale Pucharu Szwajcarii przeciwko FC Basel (1:2) i zdobył drugie trofeum w 2020 roku. W sezonie 2020/21 jego klub wywalczył kolejne mistrzostwo z rzędu.

## Kariera reprezentacyjna

### Gwinea U-20
W lutym 2017 roku otrzymał powołanie do reprezentacji Gwinei U-20. Zadebiutował 26 lutego 2017 w meczu fazy grupowej Pucharu Narodów Afryki U-20 2017 przeciwko reprezentacji Zambii U-20. Pierwszą bramkę zdobył 4 marca 2017 w meczu fazy grupowej na tym samym turnieju przeciwko reprezentacji Mali U-20 (3:2). 12 marca 2017 roku Camara wystąpił w meczu o 3. miejsce w Pucharze Narodów Afryki U-20 2017 przeciwko reprezentacji Południowej Afryki U-20 (1:2) i zdobył brązowy medal. 11 maja 2017 roku został powołany na Mistrzostwa Świata U-20 2017.

### Gwinea
W marcu 2018 roku Camara otrzymał powołanie reprezentacji Gwinei. Zadebiutował 24 marca 2018 w meczu towarzyskim przeciwko reprezentacji Mauretanii (2:0). 20 grudnia 2021 otrzymał powołanie na Puchar Narodów Afryki 2021.

## Statystyki

### Klubowe
(aktualne na dzień 24 lutego 2022)
| Klub               | Sezon              | Liga               | Liga  | Liga   | Puchar kraju | Puchar kraju | Europa | Europa | Suma  | Suma   |
| Klub               | Sezon              | Liga               | Mecze | Bramki | Mecze        | Bramki       | Mecze  | Bramki | Mecze | Bramki |
| ------------------ | ------------------ | ------------------ | ----- | ------ | ------------ | ------------ | ------ | ------ | ----- | ------ |
| Hapoel Ra’ananna   | 2017/18            | Ligat ha’Al        | 29    | 2      | 5            | 1            | –      | –      | 34    | 3      |
| Hapoel Ra’ananna   | Ogólnie            | Ogólnie            | 29    | 2      | 5            | 1            | 0      | 0      | 34    | 3      |
| BSC Young Boys     | 2018/19            | Swiss Super League | 14    | 2      | 4            | 1            | 4      | 0      | 22    | 3      |
| BSC Young Boys     | 2019/20            | Swiss Super League | 9     | 1      | 2            | 0            | 0      | 0      | 11    | 1      |
| BSC Young Boys     | 2020/21            | Swiss Super League | 29    | 0      | 1            | 0            | 9      | 0      | 39    | 0      |
| BSC Young Boys     | 2021/22            | Swiss Super League | 15    | 1      | 2            | 0            | 10     | 0      | 27    | 1      |
| BSC Young Boys     | Ogólnie            | Ogólnie            | 67    | 4      | 9            | 1            | 23     | 0      | 99    | 5      |
| Ogólnie w karierze | Ogólnie w karierze | Ogólnie w karierze | 96    | 6      | 14           | 2            | 23     | 0      | 133   | 8      |

### Reprezentacyjne
(aktualne na dzień 24 lutego 2022)
| Reprezentacja | Rok     | Mecze | Bramki |
| ------------- | ------- | ----- | ------ |
| Gwinea        |         |       |        |
| 2018          | 1       | 0     |        |
| 2019          | 1       | 0     |        |
| 2020          | 1       | 0     |        |
| 2021          | 7       | 0     |        |
| 2022          | 6       | 0     |        |
| Ogólnie       | Ogólnie | 16    | 0      |

| Mecze i gole w reprezentacji | Mecze i gole w reprezentacji | Mecze i gole w reprezentacji | Mecze i gole w reprezentacji  | Mecze i gole w reprezentacji | Mecze i gole w reprezentacji | Mecze i gole w reprezentacji | Mecze i gole w reprezentacji    |
| Lp.                          | Data                         | Miejsce                      | Gospodarz                     | Gość                         | Wynik                        | Gol                          | Rozgrywki                       |
| ---------------------------- | ---------------------------- | ---------------------------- | ----------------------------- | ---------------------------- | ---------------------------- | ---------------------------- | ------------------------------- |
| 1.                           | 24.03.2018                   | Nawakszut                    | Mauretania                    | Gwinea                       | 2:0                          |                              | Mecz towarzyski                 |
| 2.                           | 24.03.2019                   | Bangi                        | Republika Środkowoafrykańska  | Gwinea                       | 0:0                          |                              | el. Pucharu Narodów Afryki 2019 |
| 3.                           | 10.10.2020                   | Faro                         | Republika Zielonego Przylądka | Gwinea                       | 1:2                          |                              | Mecz towarzyski                 |
| 4.                           | 24.03.2021                   | Konakry                      | Gwinea                        | Mali                         | 1:0                          |                              | el. Pucharu Narodów Afryki 2021 |
| 5.                           | 31.05.2021                   | Antalya                      | Turcja                        | Gwinea                       | 0:0                          |                              | Mecz towarzyski                 |
| 6.                           | 08.06.2021                   | Manavgat                     | Kosowo                        | Gwinea                       | 1:2                          |                              | Mecz towarzyski                 |
| 7.                           | 01.09.2021                   | Nawakszut                    | Gwinea Bissau                 | Gwinea                       | 1:1                          |                              | el. MŚ 2022                     |
| 8.                           | 06.10.2021                   | Marrakesz                    | Sudan                         | Gwinea                       | 1:1                          |                              | el. MŚ 2022                     |
| 9.                           | 09.10.2021                   | Agadir                       | Gwinea                        | Sudan                        | 2:2                          |                              | el. MŚ 2022                     |
| 10.                          | 12.10.2021                   | Rabat                        | Gwinea                        | Maroko                       | 1:4                          |                              | el. MŚ 2022                     |
| 11.                          | 03.01.2022                   | Kigali                       | Rwanda                        | Gwinea                       | 3:0                          |                              | Mecz towarzyski                 |
| 12.                          | 06.01.2022                   | Kigali                       | Rwanda                        | Gwinea                       | 0:2                          |                              | Mecz towarzyski                 |
| 13.                          | 10.01.2022                   | Bafoussam                    | Gwinea                        | Malawi                       | 1:0                          |                              | Puchar Narodów Afryki 2021      |
| 14.                          | 14.01.2022                   | Bafoussam                    | Senegal                       | Gwinea                       | 0:0                          |                              | Puchar Narodów Afryki 2021      |
| 15.                          | 18.01.2022                   | Jaunde                       | Zimbabwe                      | Gwinea                       | 2:1                          |                              | Puchar Narodów Afryki 2021      |
| 16.                          | 24.01.2022                   | Bafoussam                    | Gwinea                        | Gambia                       | 0:1                          |                              | Puchar Narodów Afryki 2021      |

## Sukcesy

### BSC Young Boys
- Mistrzostwo Szwajcarii (3×): 2018/2019, 2019/2020, 2020/2021
- Puchar Szwajcarii (1×): 2020

### Reprezentacyjne
- 3. miejsce w Pucharze Narodów Afryki U-20 (1×): 2017

## Życie prywatne
Camara nosi przydomek „Piqué” na cześć swojego piłkarskiego idola – Gerarda Piqué.